# Tradiciones de maestría ritual china

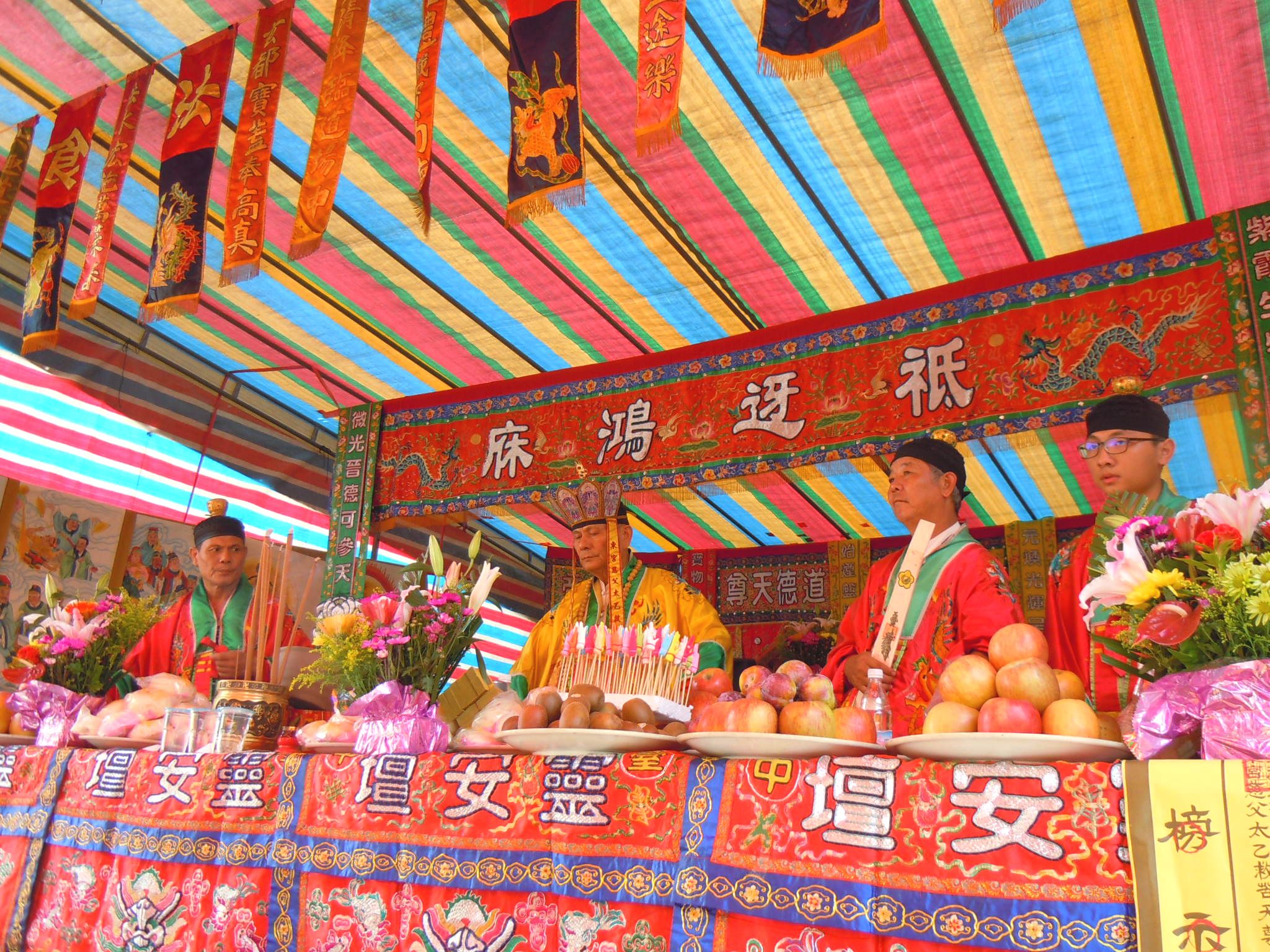
Una ceremonia fashi en Taichung, Taiwán.

Las tradiciones de maestría ritual china también conocidas como enseñanzas rituales ( chino: 法 教 ; pinyin: fǎjiào , a veces como "faismo"), o taoísmo tradicional (chino: 民间 道教 ; pinyin : Mínjiàn Dàojiào), o también el taoísmo rojo (principalmente en el este de China, constituye un gran grupo de órdenes de rituales oficiales chinos que operan dentro de la religión tradicional china pero fuera de las instituciones del taoísmo oficial. Los «maestros de los ritos», el fashi (法師), también se conocen en el este de China como hongtou daoshi (紅 頭 道士), que significa "pelirrojo" o "gorro rojo" daoshi («maestros del Tao»), en contraste con los sacerdotes wutou daoshi (烏頭 道士), "punto negro" o "gorro negro", del taoísmo Zhengyi, que históricamente fueron ordenados por el Maestro celestial.
El taoísmo y el faismo de Zhengyi a menudo se agrupan bajo la categoría de «tradiciones rituales de daoshi y fashi» (道 法 二 門道 門道 壇). Aunque los dos tipos de sacerdotes tienen los mismos roles en la sociedad china, en el sentido de que pueden casarse y realizar rituales para los templos o las casas privadas de las comunidades, Zhengyi daoshi enfatiza su tradición taoísta, que se distingue de la tradición vernácula del fashi.
Los maestros del ritual pueden ser practicantes de la posesión de tongji, la curación, el exorcismo y los rituales jiao,(aunque históricamente fueron excluidos de la liturgia jiao).{sfn|Pas|Leung|2014|p=259}} Los únicos que son chamanes son el fashi de la escuela Lushan.

## Fashi

Taijitu. Los símbolos se usan también en las tradiciones de los maestros rituales.

Los maestros rituales (法師 fashi) se definen, en oposición a los sacerdotes taoístas ordenados formalmente, como:

Practicantes laicos más allá de las organizaciones formales cuyos linajes son vocacionales más que hereditarios. Viven en las comunidades o entre las familias a las que sirven o viajan a través de pueblos y ciudades del país, realizando exorcismos, estableciendo protección y realizando curas entre la población.

Sarah Coakley (Universidad de Cambridge) distingue al fashi como cataphatico (de carácter de lleno) en oposición a los taoístas como kenotico (de carácter de vaciamiento), y los vincula a otras religiones indígenas chino-tibetanas:

Se parecen o hacen uso de los textos y la visualización taoístas, pero no son verdaderamente taoístas; es decir, no tienen un carácter kenótico o de vaciamiento, sino cataphatico o se llenan con espíritus menores y fenómenos locales de la naturaleza. Aunque los estudiosos y las fuentes oficiales chinas a menudo catalogan estas prácticas como taoístas, porque usan textos, símbolos e íconos taoístas, de hecho se llaman con diferentes nombres [...] Esta práctica puede (pero no siempre) incluir lo que es llamado "pelirrojo" o "gorro rojo"  El taoísmo, los rituales de las prácticas Yao, Miao, Na-hsi, Moso y Bon tibetanas, y los ritos Ngapa o Ngawa de los conjuradores tibetanos en partes de Amdo [...] Aunque los encantamientos del mantra y los símbolos de mano de mudra utilizados por el taoísta y Los expertos religiosos tradicionales a menudo son similares, si no idénticos, el objetivo y el efecto físico en el cuerpo son diferentes. La sensación taoísta de vaciar la kenosis y la paz distinguen el sistema meditativo tradicional de los ritos populares que convocan a los espíritus violentos, exorcizan a los demonios malignos e intentan controlar elementos como el viento, la lluvia, el granizo, la nieve y otras fuerzas de la naturaleza. Apofasia o "vaciado" distingue la práctica verdaderamente taoísta de los ritos cataphaticos o de "relleno" del medio, chamán, oráculo y sacerdote tradicional.

Son conocidos por diferentes nombres en toda China, otros nombres populares son «oficiales rituales» (faguan) como a veces se llaman a sí mismos, o sacerdotes taoístas "pelirrojos" (紅 頭 道士 hongtou daoshi). También hay nombres localizados, como «señores ortodoxos» (duangong), «maestros del altar» (zhangtanshi), o «maestros de la tierra» (tulaoshi) en Guizhou.
También compiten con otras órdenes que realizan servicios similares: monjes y maestros tántricos bajo los auspicios del budismo y los medios de comunicación tongji .
La diferencia entre los maestros de los rituales y los medios de los dioses es que, en lugar de estar sujetos a dioses territoriales como los medios de comunicación, los maestros de los rituales pueden reunir los poderes de los dioses locales.

## Órdenes de los taoístas rojos

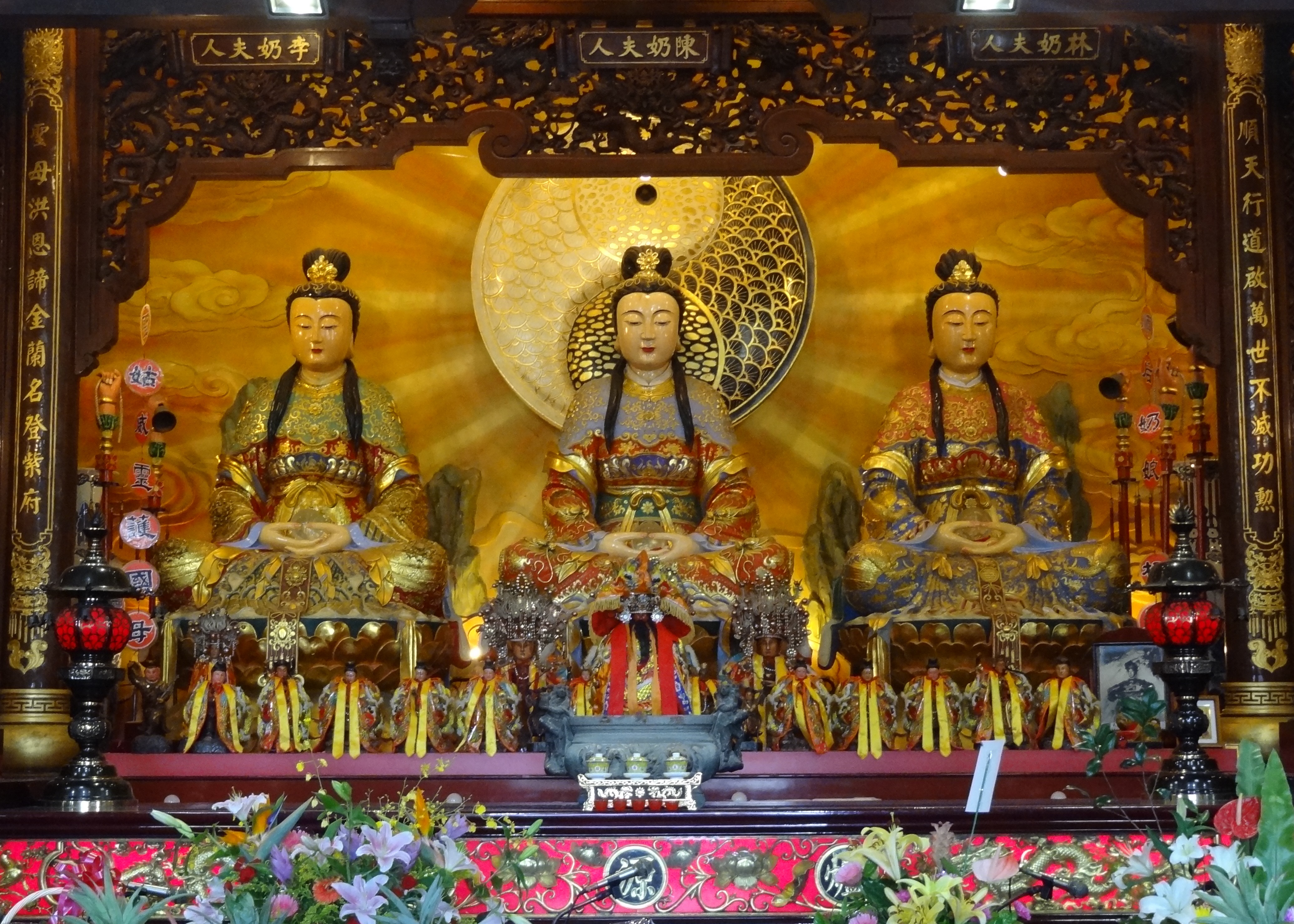
«La dama de la orilla del agua» y sus dos asistentes Lin Jiuniang y Li Sanniang, en el Templo de la Armonía Celestial de la escuela Lushan en Luodong, Yilan, Taiwán.

### Escuela Lushan
La escuela de Lushan (Monte Lu) ( chino: 閭 山 派 ; pinyin: Lǘshān pài , también  en chino: 閭 山 教 ; pinyin : Lǘshān jiào o chino: 閭 山 法 法 教 ; pinyin: Lǘshān fǎjiào), también conocida como escuela Sannai ( Chino : 三 奶 教 ; pinyin : Sānnǎi jiào ; literalmente: 'transmisión de las Tres Damas'), está presente en Fujian, el sur de Zhejiang y Taiwán. La escuela es muy activa, y está relacionada con la adoración de la diosa 陈靖 姑 Chénjìnggū («Vieja sama silenciosa»), «La dama de la orilla del agua» (夫人 夫人 Línshuǐ Fūrén), que es muy popular en la misma área. También está relacionada con el culto de Wang Laomu, y compite con el taoísmo de Maoshan.
La tradición muestra similitudes con las tradiciones rituales de los pueblos yao y zhuang, y ha incorporado elementos del tantra, como el uso del mudra y la vajra. El fashi Lushan realiza rituales como el jefe de las tropas celestiales mientras invoca a las "Tres Damas" (sannai): Chen Jinggu y sus dos discípulos, Lin Jiuniang y Li Sanniang. Aunque los fashi de Lushan son hombres, en su desempeño visten la falda ritual roja de Chen Jinggu y una corona o tocado con las palabras "Tres Damas" pintadas en ella. También practican un rito chamánico de viaje llamado «cruce de caminos y pasos» (guo luguan).

### Escuela Pu'an
La escuela Pu'an (en chino: 普 唵 派 ; pinyin: Pǔǎn pài) está presente en el centro-oeste de Fujian y en el sur de Jiangxi. La figura histórica del monje Pu'an es adorada por los practicantes como su maestro fundador. Sus textos, rituales e iconografía incorporan temas tántricos adaptados en un estilo taoísta, y tienen elementos de las tradiciones Zhengyi y Lushan.

### Escuela Xujia
La escuela Xujia (chino : 徐 甲 甲 ; pinyin : Xújiǎ pài) es otra forma de maestros rituales.

## Órdenes del Norte
- Yuehu 樂 戶.[12]
- Zhuli principal Li.[13]
- Shenjia 神 家, familias de especialistas hereditarios de dioses y ritos.[14]
- Maestros de Yinyang o maestros de fengshui, usando la escritura tradicional de Lingbao.[15]